# Фердинанд Мария (Бавария)
Фердинанд Мария (на немски: Ferdinand Maria; * 31 октомври 1636, Мюнхен; † 26 май 1679, Шлайсхайм) е от 1651 г. до неговата смърт курфюрст на Бавария.

## Произход и брак
Фердинанд Мария е най-възрастният син на курфюрст Максимилиан I и неговата втора съпруга Мария Анна Австрийска (1610 – 1665), дъщеря на император Фердинанд II.
След обучението му в държавни науки чрез йезуити баща му го жени с 14-годишната Анриет Аделаид на 11 декември 1650 г. чрез per procurationem в Торино.

## Управление
След смъртта на баща му през 1651 г. той е първо под регентството на майка си. Чичо му херцог Албрехт VI е негов държавен администратор.
Съпругата му е внучка на френския крал Анри IV и се опитва да го убеди да се кандидатира за император срещу Леополд I, но Фердинанд слуша съвета на майка си и не го прави.
Между 1662 и 1664 г. Фердинанд Мария участва с помощни войски в турските войни на Австрия. През февруари 1670 г. двете монархии подписват договор, с който Фердинанд избира за Бавария неутралитет спрямо Франция и Хабсбургската династия. Кралят Слънце осигурява финансирането на 6000 пешаци и 3000 конници, с които да бъде гарантирано, че хабсбургски войски няма да минат през Бавария. Така Бавария, макар да не скъсва с Виена прави значима стъпка към Франция. През февруари 1670 Фердинанд сключва в Мюнхен с Франция един десетгодишен съюзнически договор. Той се задължава така да помага на френската кралска фамилия в нейните искания от испанското наследство. Франция плаща затова 180 000 талера и се задължава да плаща годишно 400 000 талера. Той остава неутрален от 1672 г. Френските пари използва за образуване на армия по френски образец.

### Строителство на дворци и изкуство
Фердинанд Мария разширява малкия замък Шлайсхайм, построен от баща му.
След раждането на наследника на трона Максимилиан Емануел през 1662 г. курфюрстката двойка започва строежа на дворец Нимфенбург и на църквата Театинер кирхе Св. Кайетан.

## Смърт
Умира на 42-годишна възраст. Погребан е в княжеската гробница на построената от него Театинска църква в Мюнхен.

## Брак и деца
Курфюрст Фердинанд Мария се жени на 25 юни 1652 г. в Мюнхен за принцеса Хенриета Аделхайд Савойска (1636 – 1676), дъщеря на херцог Виктор Амадей I Савойски и съпругата му принцеса Кристин Мари Френска. Двамата имат осем деца:
- Мария Анна Виктория Баварска (* 28 ноември 1660, Мюнхен; † 20 април 1690,в Версай ∞ 7 март 1680 в Шалон-сюр-Марн с Луи, дофин на Франция († 1711)
- Максимилиан Емануел (* 11 юли 1662, Мюнхен; † 26 февруари 1726, Мюнхен)

1. ∞ 15 юли 1685 във Виена за Мария Антония Австрийска († 1692), дъщеря на император Леополд I
2. ∞ 12 януари 1695 във Везел за Тереза Кунегунда Собиеска († 1730), дъщеря на полския крал Ян III Собиески

- Луиза Маргарета Антония (* 18 септември 1663, Мюнхен; † 10 ноември 1665, Мюнхен)
- Лудвиг Амадеус Виктор (* 6 април 1665, Мюнхен; † 11 декември 1665, Мюнхен)
- мъртво бебе (*/† 1666)
- Кайетан Мария Франц (* 2 май 1670, Мюнхен; † 7 декември 1670, Мюнхен)
- Йозеф Клеменс (* 5 декември 1671, Мюнхен; † 12 ноември 1723, Бон), курфюрст и архиепископ на Курфюрство Кьолн, епископ на Хилдесхайм
- Виоланта Беатрикс (* 23 януари 1673, Мюнхен; † 29 май 1731, Флоренция), велика принцеса на Великото херцогство Тоскана чрез женитба на 19 януари 1689 във Флоренция за Фердинандо де' Медичи, наследствен принц на Тоскана († 1713).

- портрети на децата
- Мария Анна Виктория Баварска
- Максимилиан Емануел
- Йозеф Клеменс
- Виоланта Беатрикс